# موريتا فوكوي
موريتا فوكوي (باليابانية: 福井盛太؛ بالكانا: ふくい もりた) هو لاعب كرة قاعدة ومحامي ياباني، ولد في 14 يوليو 1885، وتوفي في 27 ديسمبر 1965.